# Гавриил (Голосов)
Епископ Гавриил (в миру Григорий Васильевич Голосов; 6 [18] января 1839, Кулачево, Ростовский уезд, Ярославская губерния — 13 [26] августа 1916, Жёлтиков монастырь) — епископ Русской православной церкви, епископ Омский и Семипалатинский. Духовный писатель и проповедник.

## Биография
Григорий Голосов родился 6 января 1839 года в семье псаломщика. Окончил Борисоглебское духовное училище, Ярославскую духовную семинарию. В 1863 году поступил в Санкт-Петербургскую духовную академию.
7 февраля 1864 года пострижен в монашество и 25 марта рукоположён во иеродиакона.
В 1867 году окончил академию.
19 июня в том же году рукоположён во иеромонаха и 26 октября назначен преподавателем Священного писания Уфимской духовной семинарии.
C 26 октября 1868 года — преподаватель в Тверской духовной семинарии. Преподавал нравственное, пастырское, обличительное богословие, учение о русском расколе, древнееврейский язык, с 1871 года читал гомилетику, с 1873 года перемещён в класс литургики и соединённых с ней предметов. С 15 апреля 1869 году — помощник инспектора той же семинарии.
5 сентября 1872 году удостоен степени кандидата богословия за сочинение «Историческое обозрение песнопений при богослужении Поместных Церквей первых веков».
4 января 1882 года по болезни уволен со службы. 17 января возведён в сан архимандрита и назначен настоятелем Тверского Успенского Желтикова монастыря.
В декабре 1882 года вызван в Санкт-Петербург на чреду священнослужения и проповеди.
12 декабря 1886 года по ходатайству архиепископа Саввы (Тихомирова) наречён во епископа Старицкого, викария Тверской епархии. 14 декабря в соборе Александро-Невской лавры состоялась его архиерейская хиротония.
С 4 октября 1897 года — епископ Велико-Устюжский, викарий Вологодской епархии.
С 12 августа 1904 года — епископ Прилукский, викарий Полтавской епархии.
9 декабря 1905 года высочайше утверждён епископом Омским и Семипалатинским.
Выступил инициатором учреждения Омского отдела Русского народного союза имени Михаила Архангела, который был открыт 22 октября 1908 года.
Великий князь Константин Константинович, посетивший Омск с инспекторской поездкой, в своём дневнике записал:

(Вагон, Омск — Хабаровск. 3 мая.) Епископ Гавриил не встречал меня, когда я был в соборе; я и не поехал к нему. Он был у меня, привез две свои книги и биографию собственной особы (!!).— Дневник великого князя Константина Константиновича 1909 года
С 1909 года — почётный член Санкт-Петербургской духовной академии.
С 18 февраля 1911 года «вследствие преклонности лет» уволен на покой с местопребыванием на правах настоятеля в Арзамасском Спасо-Преображенском монастыре Нижегородской епархии.
С 26 апреля того же года проживал в Калязинском монастыре Тверской епархии.
С 21 сентября 1911 года — управляющий Николаевской пустынью той же епархии.
22 ноября перемещён управляющим Жёлтиковским Успенским монастырем. C 1916 года — настоятель того же монастыря.
Скончался 13 августа 1916 года в Жёлтиковском монастыре. Погребён под колокольней монастыря.

## Сочинения
- Руководство по Литургике или наука о православном богослужении применительно к программе, изданной учебным комитетом для учеников духовных семинарий. Тверь, 1886 г.
- Православное нравственное богословие, составленное применительно к программе семинарского курса. Изд. 1-е, Тверь, 1885. Изд. 2-е, Тверь, 1891.
- Собрание слов, речей и других статей. т. 1, Вел. Устюг, 1900.
- Собрание слов, речей и других статей. Т. 2, Омск, 1910.
- Обращение к духовенству Омской епархии и обращение к патриотам земли русской. Омск, 1910.
- Памятка русскому патриоту. СПб., 1912.
- Голос архипастыря к выборам в IV Государственную думу.
- Заметка о действиях различных партий в современном общественной жизни со времени издания закона о свободах. СПб, 1912.
- Историческое обозрение песнопения при богослужении поместных церквей первых веков. Кандидатская диссертация. Рук. Ак. Библ. I, 1872.